# Nilson Francisco Stainsack
Nilson Francisco Stainsack mais conhecido como Nilson Stainsack (Presidente Getúlio, 27 de agosto de 1963) é um empresário e político filiado ao Progressistas (PP). Foi prefeito da cidade de Presidente Getúlio por dois mandatos e deputado federal por Santa Catarina, assumindo durante a licença do titular Darci de Matos (PSD).

## Primeiros passos
Nilson nasceu em 27 de agosto de 1963 na cidade de Presidente Getúlio filho de uma família tradicional do Alto Vale do Itajaí em Santa Catarina. Filho do sapateiro Francisco Stainsack e da padeira Ruth Stainsack naturais de Presidente Getúlio.
Cursou Direito na Universidade Federal de Santa Catarina, iniciando em março de 1981, cursando 2 anos na mesma e concluiu o curso de direito na Fundação Universidade Regional de Blumenau.
Em 1987 casou-se com Maria Luzia Aparício Stainsack (sua atual esposa) com quem teve 3 filhos.

## Carreira profissional e empresarial
Iniciou a vida profissional aos 12 anos, como balconista na loja de brinquedos da H. Schattenberg & Cia, posteriormente enquanto cursava o curso de direito em Florianópolis estagiou no IPESC e em seguida trabalhando na agência central do BESC.
De volta a Presidente Getúlio, Nilson trabalhou no Banco do Brasil, em Ibirama (cidade vizinha).
Assim que habilitado Nilson começou a atuar como advogado em sua cidade natal abrindo um escritório de advocacia onde trabalhou por mais de 20 anos.
Em 1991 se tornou sócio de uma loja que veio a se tornar a bem-sucedida Lojas Presidente, ficando a frente da expansão da empresa que hoje conta com 13 filiais por toda Santa Catarina.
Durante seu trajeto como empreendedor, Nilson Adquiriu outras empresas que compõem o atual grupo administrado por ele, estas são: Stainsack Transportes e Representações Ltda, Fazenda Vale dos Monos, Getucon Construções e Incorporações e Posto LP. 
Nilson também foi um dos sócios fundadores da Câmara de Dirigentes Lojistas(CDL) de Presidente Getúlio, Associação Comercial e Industrial de presidente Getúlio(ACIPG) e Presidente da Associação dos Municípios do Alto Vale(AMAVI).
Por sua notoriedade como empresário, Nilson recebeu honrarias em evento organizado pela FCDL, recebendo a Comenda de Honra Samuel Schubert como reconhecimento pelos serviços prestados ao varejo e ao movimento lojista.

## Jornada política
Iniciou sua vida política como candidato a prefeitura de Presidente Getúlio nas eleições de 2004, onde não teve êxito com uma diferença uma diferença de 611 votos.
Em 2008 Nilson concorreu novamente ao cargo eletivo de prefeito da cidade de Presidente Getúlio e foi eleito com 2395 votos de diferença de seu único concorrente ao pleito. E em 2012 Nilson foi reeleito prefeito da cidade com uma margem de diferença maior que a eleição anterior tendo 65,46% dos votos (6.590).

### Atuação como prefeito de Presidente Getúlio (2009-2017)
Como prefeito, Nilson se manteve a frente realizações de projetos importantes, as ações que tiveram mais destaques foram a municipalização da água, incentivos a agricultura, distribuição de recursos para educação e obras públicas. Ainda como prefeito Nilson ganhou o Prêmio de Prefeito Empreendedor pelo SEBRAE na categoria de Compras governamentais. A Prefeitura passou a comprar produtos de sua necessidade direto de produtores locais, incentivando a produção destes produtores.

#### Canal extravasor
Presidente Getúlio é uma das cidades que mais sofre com enchentes do Alto Vale Catarinense e visando amenizar o problema, o prefeito buscou recursos com a defesa civil do estado para viabilizar o um projeto de canal extravasor que diminuiu o efeito de enchentes. O projeto foi implantado nos rios que cortam a cidade Rio Krauel e o Índios, foi inaugurado dia 29 de maio de 2014.

#### Municipalização da água
A Gestão de Nilson  municipalizou a água devido a reclamação dos próprio moradores do município. Segundo o diretor do serviço prestado na época a municipalização foi elaborada a partir de reclamações de consumidores referentes a má qualidade da água e dos serviços que eram prestados pela Companhia Catarinense de Águas e Saneamento(CASAN).

#### Agricultura
No período de atuação do prefeito ele buscou  investimento para reduzir o êxodo rural  junto a epagri do município e com o programa SC Rural foram trazidos diversos recursos e equipamentos que fortaleceram a agricultura no município.

#### Educação
Na educação a prefeitura durante o mandato de Nilson fez distribuições de kits escolares que continham todos os materiais necessários para o estudo e ainda contava com apostilas positivo. Durante a período de gestão de Nilson, o Índice de Desenvolvimento da Educação Básica cresceu consistentemente.

#### Obras públicas
A prefeitura de Presidente Getúlio durante a gestão de Nilson, buscou parceria com diversos órgãos e instituições para levantar fundos para construção e melhorias de obras públicas, parcerias como, BADESC, Defesa Civil, Governo do estado, Funasa e associações de moradores locais.
As construções foram diversas pontes, castigadas pelas enchentes e tendo a necessidade de manutenção constante. Infraestrutura, como subestação de energia, sistema de tratamento sanitário e pavimentação de estradas. Obras de serviços públicos como a sede do Corpo de Bombeiros Militar de Presidente Getúlio.